# Зеленич
Зеленич, Зелениче или Зеленик (грч. Σκλήθρο, Скл̀итро) је насеље у Грчкој у општини Суровичево, периферија Западна Македонија. Према попису из 2021. било је 420 становника.
На попису из 1991. године Зеленич је имао 553 становника, од чега су Словени апсолутна већина а остали потомци грчких избеглица из Турске.

## Становништво
| Година       | 1951  | 1961  | 1971 | 1981 | 1991 | 2001 | 2011 |
| ------------ | ----- | ----- | ---- | ---- | ---- | ---- | ---- |
| Становништво | 1.153 | 1.084 | 853  | 623  | 553  | 609  | 532  |